# Ponta de Santo Antônio
Der Ponta de Santo Antônio ist eine Meerenge im brasilianischen Bundesstaat Bahia. Sie ist die nördliche Verbindung zwischen der Allerheiligenbucht (portugiesisch Baía de Todos os Santos) und dem Atlantik. Die etwa 8 Kilometer breite Wasserstraße verläuft zwischen der Stadt Salvador da Bahia und der Ilha de Itaparica. An ihrem Eingang befindet sich der Leuchtturm Barra.